# Markt in Berlin
Markt in Berlin ist ein Stummfilm von Wilfried Basse von 1929. Er beobachtet das Treiben auf dem Wochenmarkt auf dem Wittenbergplatz im Verlauf eines Tages. Er gilt als ein Schlüsselfilm für die Entwicklung des Dokumentarfilms in Deutschland.

## Inhalt
Der Film zeigt den Wochenmarkt von seinem Aufbau um vier Uhr morgens bis zum Abbau am Mittag. Dabei achtet der Filmemacher besonders auf interessante Einzelheiten bei Käufern und Verkäufern und in der Umgebung.
„Basse sucht mit seiner Kamera zwischen den Marktbuden ausdrucksvolle Gesichter, wie man sie sonst nur aus den Russenfilmen kennt, er belauscht die Menschen bei ihrer Arbeit, zeigt ihre ungezwungensten, natürlichsten, oft komischen Gebärden: geschäftige Verkäufer und mißtrauische Hausfrauen, verhutzelte Weiblein und dralle Mädchen. Liebevoll photographiert er die malerischen Verkaufsstände: Früchte und Fische, Geflügel und Gemüse. Er zeigt die Wunder des Sonnenlichtes, den Schatten der Zelte, zeigt, wie die säubernden Wasserstrahlen über das Pflaster sprühen. (…)  Dieser Film zeigt, was bisher unbeachtet blieb: Eine Kleinstadtidylle mitten in der Großstadt Berlin!“

## Hintergründe
Wilfried Basse war erst wenige Jahre zuvor zum Filmemachen gekommen, er hatte 1927 einen ersten Kurzfilm über das Blütenfest in Werder gedreht.
Für den Film in Berlin führte er wieder selbst die kleine Handkamera, schnitt die Aufnahmen und vermarktete sie mit seiner neugegründeten Produktionsfirma Basse-Film GmbH. Am 10. November 1929 war die Uraufführung im Berliner Kino Capitol.
Eine Langfassung Wochenmarkt auf dem Wittenbergplatz (895 m statt 478 m) wurde am 4. Mai 1930 in London aufgeführt und am 11. Januar 1932 in Berlin im Kino Kamera.
Diese ist allerdings nicht mehr vorhanden.
2018 zeigte das Deutsche Historische Museum in seinem Zeughauskino eine gekürzte erste Fassung in der Reihe Berlin der Zwanziger Jahre.
2018 wurde der Film auch in der Retrospektive der Berlinale gezeigt.

## Bewertungen
Der Filmhistoriker Jeanpaul Goergen stufte den Dokumentarfilm Markt in Berlin als filmtheoretisch bedeutsam ein

„Basses Markt in Berlin (1929) gehört zu jenen Schlüsselfilmen, die die Herausbildung des Dokumentarfilms als Absatzbewegung vom Kulturfilm markieren – ein Prozess, der noch Ende der 50er Jahre nicht abgeschlossen war.“